# Turn- und Sportverein Havelse 1912
Il Turn- und Sportverein Havelse 1912 e.V. è una società calcistica tedesca con sede a Garbsen. Milita in 3. Liga, terza divisione del campionato tedesco.

## Storia
Il club venne fondato nel 1912 col nome di Pelikan-Havelse. Nel 1990 ottiene una storica promozione in 2.Bundesliga, non riuscendo però ad ottenere la salvezza. Nel 2010 torna in Regionalliga, il quarto livello, dove nella stagione 2020-2021 ottiene il secondo posto nel girone Nord, venendo promossa in 3. Liga dopo la mancata concessione di licenza del Werder Bremen II, classificatosi invece in prima posizione.

## Palmarès

### Competizioni regionali
- NOFV-Oberliga Nord: 1

1989-1990
- Berlin Liga: 1

2011-2012, 2015-2016
- Oberliga Niedersachsen: 1

2010-2011
- Fußball-Regionalliga: 1

2024-2025

### Altri piazzamenti
- Fußball-Regionalliga:

Secondo posto: 2020-2021 (Regionalliga Nord)